# Polvijärvi
Polvijärvi è un comune finlandese di 4084 abitanti, situato nella regione della Carelia Settentrionale.
Ambiente.
Questo comune è ampio e variegato: al sud ci sono due grandi laghi, Höytiäinen et Viinijärvi, ed è agricolo. Il nord è selvaggio e coperto da foreste.
Polvijärvi è un comune rurale, costituito dal centro comunale (Kirkonkylä) e dalle sue frazioni, tra le quali le più importanti sono:
Horsmanaho, Hukkala, Kinahmo, Kuorevaara, Martonvaara, Ruvaslahti, Sola e Sotkuma.

## Economia
L'economia del comune è legata all'agricoltura, grazie al terreno liberatosi dal progressivo abbassamento delle acque del vicino lago Höytiäinen, ed all'attività mineraria delle due miniere di talco gestite dalla società di estrazione Mondo Minerals. Una terza, avviata alla costruzione nel 2008 e la cui apertura era prevista nel 2011 è per ora in attesa di fondi per completare la sua realizzazione.